# A magyar labdarúgó-válogatott 2011. június 7-i mérkőzése
A magyar labdarúgó-válogatott Európa-bajnoki selejtező mérkőzése San Marino ellen, 2011. június 7-én. A végeredmény 3–0 lett a magyar csapat javára.

## Előzmények
Ez volt a magyar labdarúgó-válogatott ötödik mérkőzése 2011-ben, egyben a harmadik Eb-selejtezője. Az eddigi mérleg sorrendben: győzelem Azerbajdzsán ellen 2–0-ra barátságos mérkőzésen, 4–0-s hazai vereség Hollandia ellen hazai pályán, majd négy napra rá vereség a hollandok elleni "visszavágón" 5–3-ra (mindkettő Eb-selejtező volt), majd pedig a legutóbbi találkozón 1–0-s győzelem Luxemburg ellen, felkészülési találkozón.
A San Marinó-i labdarúgó-válogatott ezt a mérkőzést megelőzően legutóbb 2011. június 3-án lépett pályára. Akkor Eb-selejtezőn Finnország győzte le őket, hazai pályán, 1–0 arányban.
Tabella a mérkőzés előtt
| Csapat       | M | Gy | D | V | G+ | G– | Gk  | P  |
| ------------ | - | -- | - | - | -- | -- | --- | -- |
| Hollandia    | 6 | 6  | 0 | 0 | 21 | 5  | +16 | 18 |
| Svédország   | 5 | 4  | 0 | 1 | 15 | 6  | +9  | 12 |
| Magyarország | 6 | 3  | 0 | 3 | 15 | 13 | +2  | 9  |
| Moldova      | 6 | 2  | 0 | 4 | 7  | 9  | –2  | 6  |
| Finnország   | 5 | 2  | 0 | 3 | 11 | 6  | +5  | 6  |
| San Marino   | 6 | 0  | 0 | 6 | 0  | 30 | –30 | 0  |

## Keretek
Egervári Sándor, a magyar válogatott szövetségi kapitánya május 20-án hirdette ki a Luxemburg elleni felkészülési mérkőzésre, valamint a San Marino elleni Eb-selejtezőre készülő válogatott keretét. A korábban megszokott összetételhez képest a támadósoron változtatott. Priskin Tamás és Rudolf Gergely sérülés miatt nem léphetett pályára a találkozón, helyettük Németh Krisztián és Szabics Imre került be a csapatba.
Giampaolo Mazza, San Marino szövetségi kapitánya június 1-jén nevezte meg azt a tizennyolc játékost akikre számít a mérkőzésen.
| San Marino             | San Marino | San Marino | San Marino        |
| Név                    | Kor        | Vál./Gól   | Klub              |
| ---------------------- | ---------- | ---------- | ----------------- |
| Aldo Simoncini         | 24 éves    | 24 / 0     | Cesena            |
| Federico Valentini     | 29 éves    | 9 / 0      | Tre Penne         |
| Matteo Andreini        | 29 éves    | 16 / 0     | Tre Fiori         |
| Simone Bacciocchi      | 34 éves    | 39 / 0     | Juvenes/Dogana    |
| Giacomo Benedettini    | 28 éves    | 2 / 0      | Tre Fiori         |
| Alessandro Della Valle | 28 éves    | 21 / 0     | Sanvitese         |
| Davide Simoncini       | 24 éves    | 17 / 0     | Santa Giustina    |
| Damiano Vannucci       | 33 éves    | 58 / 0     | Juvenes/Dogana    |
| Fabio Vitaioli         | 27 éves    | 5 / 0      | Sammauro Mare     |
| Maicol Berretti        | 22 éves    | 10 / 0     | San Marino Calcio |
| Fabio Bollini          | 27 éves    | 2 / 0      | La Fiorita        |
| Matteo Bugli           | 28 éves    | 9 / 0      | Novasecchiano     |
| Michele Cervellini     | 23 éves    | 2 / 0      | Juvenes/Dogana    |
| Pier Filippo Mazza     | 22 éves    | 3 / 0      | Sant'Ermete       |
| Manuel Marani          | 26 éves    | 25 / 0     | Riccione          |
| Paolo Montagna         | 35 éves    | 42 / 0     | Cosmos            |
| Andy Selva             | 35 éves    | 48 / 8     | Hellas Verona     |
| Matteo Vitaioli        | 21 éves    | 9 / 0      | Fiorentino        |

| Magyarország         | Magyarország | Magyarország | Magyarország     |
| Név                  | Kor          | Vál./Gól     | Klub             |
| -------------------- | ------------ | ------------ | ---------------- |
| Bogdán Ádám          | 23 éves      | 1 / 0        | Bolton Wanderers |
| Csernyánszki Norbert | 35 éves      | 0 / 0        | Paks             |
| Király Gábor         | 35 éves      | 80 / 0       | 1860 München     |
| Juhász Roland        | 27 éves      | 63 / 5       | RSC Anderlecht   |
| Laczkó Zsolt         | 24 éves      | 12 / 0       | Sampdoria        |
| Lázár Pál            | 23 éves      | 5 / 0        | Videoton         |
| Lipták Zoltán        | 26 éves      | 7 / 0        | Videoton         |
| Pintér Ádám          | 22 éves      | 4 / 0        | Real Zaragoza    |
| Vanczák Vilmos       | 27 éves      | 55 / 1       | Sion             |
| Czvitkovics Péter    | 28 éves      | 7 / 0        | KV Kortrijk      |
| Dzsudzsák Balázs     | 24 éves      | 36 / 5       | PSV Eindhoven    |
| Elek Ákos            | 22 éves      | 10 / 0       | Videoton         |
| Gera Zoltán          | 32 éves      | 71 / 21      | Fulham           |
| Hajnal Tamás         | 30 éves      | 39 / 5       | VfB Stuttgart    |
| Koltai Tamás         | 24 éves      | 3 / 0        | Győri ETO        |
| Koman Vladimir       | 22 éves      | 11 / 2       | Sampdoria        |
| Vadócz Krisztián     | 26 éves      | 37 / 2       | Osasuna          |
| Varga József         | 23 éves      | 5 / 0        | Debreceni VSC    |
| Németh Krisztián     | 22 éves      | 2 / 0        | Olimbiakósz      |
| Szabics Imre         | 30 éves      | 22 / 10      | Sturm Graz       |
| Tököli Attila        | 35 éves      | 25 / 3       | Kecskeméti TE    |

 megjegyzés: Az adatok a mérkőzés előtti állapotnak megfelelőek!

## Az összeállítások
| 2011. június 7. 20:30 (UTC+1) |

| San Marino                                  | 0 – 3               | Magyarország                                            |
| ------------------------------------------- | ------------------- | ------------------------------------------------------- |
| Cervellini 29' Della Valle 73' Berretti 75' | (0 – 1) Jegyzőkönyv | Lipták 40' Szabics 49' Koman 83' Juhász 17' Vanczák 64' |

| Olimpiai Stadion, Serravalle Nézőszám: 1 000 Játékvezető: Pavle Radovanović (montenegrói) |

| Csapatszínek | Csapatszínek | Csapatszínek |
| Csapatszínek |              |              |
| Csapatszínek |              |              |
|              |              |              |
| San Marino   |              |              |

| Csapatszínek | Csapatszínek | Csapatszínek |
| Csapatszínek |              |              |
| Csapatszínek |              |              |
|              |              |              |
| Magyarország |              |              |

| SAN MARINO:          |    |                        |             |
|                      |    |                        |             |
| K                    | 1  | Aldo Simoncini         |             |
| JV                   | 2  | Fabio Vitaioli         | a szünetben |
| V                    | 4  | Michele Cervellini     | 29'         |
| V                    | 5  | Giacomo Benedettini    |             |
| BV                   | 3  | Damiano Vannucci       |             |
| VKP                  | 6  | Alessandro Della Valle | 73'         |
| VKP                  | 8  | Fabio Bollini          | 80'         |
| KP                   | 11 | Pier Filippo Mazza     |             |
| BSZ                  | 9  | Manuel Marani          | 64'         |
| CS                   | 10 | Andy Selva             |             |
| JSZ                  | 7  | Matteo Vitaioli        |             |
| Cserék:              |    |                        |             |
| K                    | 12 | Federico Valentini     |             |
| V                    | 16 | Simone Bacciocchi      | 80'         |
| V                    | 17 | Matteo Andreini        |             |
| V                    | 18 | Alex Della Valle       | a szünetben |
| KP                   | 13 | Maicol Berretti        | 64' 75'     |
| KP                   | 14 | Matteo Bugli           |             |
| CS                   | 15 | Paolo Montagna         |             |
| Szövetségi kapitány: |    |                        |             |
| Giampaolo Mazza      |    |                        |             |

| MAGYARORSZÁG:        |    |                   |         |
|                      |    |                   |         |
| K                    | 1  | Király Gábor      |         |
| JV                   | 3  | Vanczák Vilmos    | 64'     |
| V                    | 2  | Lipták Zoltán     | 40' 87' |
| V                    | 4  | Juhász Roland     | 17'     |
| BV                   | 5  | Laczkó Zsolt      |         |
| VKP                  | 6  | Elek Ákos         |         |
| JSZ                  | 11 | Koman Vladimir    | 83'     |
| TKP                  | 10 | Hajnal Tamás      | 71'     |
| BSZ                  | 7  | Dzsudzsák Balázs  |         |
| CS                   | 8  | Szabics Imre      | 49' 84' |
| CS                   | 9  | Németh Krisztián  |         |
| Cserék:              |    |                   |         |
| K                    | 12 | Bogdán Ádám       |         |
| V                    | 16 | Lázár Pál         |         |
| KP                   | 13 | Koltai Tamás      | 84'     |
| KP                   | 15 | Varga József      |         |
| KP                   | 17 | Czvitkovics Péter | 71'     |
| KP                   | 18 | Pintér Ádám       | 87'     |
| CS                   | 14 | Tököli Attila     |         |
| Szövetségi kapitány: |    |                   |         |
| Egervári Sándor      |    |                   |         |

## A mérkőzés
A találkozót Serravalléban rendezték, magyar idő szerint 20:30-kor. Az egész találkozóra jellemző volt a magyar csapat mezőnyfölénye, folyamatosan alakítottak ki újabb és újabb helyzeteket. Az első gólig a 40. percig kellett várni, ekkor Lipták Zoltán talált az ellenfél kapujába (0–1). A szünetre 1–0-s magyar előnnyel vonultak a csapatok. A második játékrész elején, a 49. percben Szabics Imre találatával növelte az előnyt a vendég csapat (0–2). A 83. percben Koman Vladimir is betalált, ezzel beállította a végeredményt. San Marino-Magyarország 0–3. A magyar válogatott továbbra is a harmadik helyen áll az E csoportban, 3 ponttal Svédország mögött.

| „                                                            | A tíz emberrel védekező San Marino ellen már az első félidőben is helyzetek sokaságát dolgoztuk ki, az igaz, a befejezésekbe rendre hiba csúszott. Úgy gondolom, mind a két félidőben jól játszottunk. (...) Luxemburg ellen és most is zártan, fegyelmezetten futballozott a csapat, nagyon koncentrált volt mind a két mérkőzésen, és nagyon örülünk annak, hogy mindkét meccset meg tudtuk nyerni. | ” |
| – Egervári Sándor, a magyar válogatott szövetségi kapitánya. | |   |

| „                                                   | Ha csak a gólok számát nézzük, akkor igen, ez papírforma volt, ennyi sajnos van a két ország válogatottja között. (...) A vereség várható volt, és örülök, hogy akadt néhány szép akciónk is. A magyar csapat jó csapat, de azért elvártam, hogy vezessünk néhány támadást. Hátra van még három meccsünk: ha ezeken nem szerzünk pontot, az a realitás. Ha gólt sem, az tényleg kínos. | ” |
| – Giampaolo Mazza, San Marino szövetségi kapitánya. | |   |

További eredmények
| 2011. június 7. | Svédország | 5–0 | Finnország |

Tabella a mérkőzés után
| Csapat       | M | Gy | D | V | G+ | G– | Gk  | P  |
| ------------ | - | -- | - | - | -- | -- | --- | -- |
| Hollandia    | 6 | 6  | 0 | 0 | 21 | 5  | +16 | 18 |
| Svédország   | 6 | 5  | 0 | 1 | 20 | 6  | +14 | 15 |
| Magyarország | 7 | 4  | 0 | 3 | 18 | 13 | +5  | 12 |
| Moldova      | 6 | 2  | 0 | 4 | 7  | 9  | –2  | 6  |
| Finnország   | 6 | 2  | 0 | 4 | 11 | 11 | 0   | 6  |
| San Marino   | 7 | 0  | 0 | 7 | 0  | 33 | –33 | 0  |

## Örökmérleg a mérkőzés után
| Magyarország | :         | San Marino |
| ------------ | --------- | ---------- |
| 4            | Győzelem  | 0          |
| 0            | Döntetlen | 0          |
| 19           | Gólok     | 0          |
| 12/12        | Pontok    | 0/12       |
| 100          | %         | 0          |